# Groove (Musik)
Der aus dem amerikanischen Englischen ins Deutsche übernommene Begriff Groove (auch als „das Stück groovt“, „groovy“) wird mehrfach und „mehrdimensional“ interpretiert:
- als musikalischer Fachterminus für eine für ein Musikstück typische Rhythmusfigur oder rhythmisch-metrisches Grundmodell oder -muster (beispielsweise der durchgezogene Rhythmus des Cha-Cha-Cha oder des Bolero wären so ein Groove). Man unterscheidet unter anderem verschiedene Taktarten und innerhalb dieser binäre und ternäre Grooves sowie die Verteilung der Betonungen. Swing ist beispielsweise charakterisiert durch den Viervierteltakt und das sich wiederholende Muster einer Viertelnote, einer Triolenviertel und einer Triolenachtel. Der Song „Take Five“ ist im Fünfvierteltakt und durch das markante Muster Triolenviertel, Viertel, Triolenachtel, Viertel, Viertel, Viertel und der Betonung auf 1 und 4 beinahe zu identifizieren.
- Das schwingende Spiel und Zusammenspiel von Musikern im Mikrotimingbereich (siehe dazu Swing (Rhythmus)#Erzeugung und Wirkung). So klingt ein laid back-gespielter Viervierteltakt („laid back“ im Sinne von zurückgezogen, gebremst) anders, als wenn er gerade gespielt wird.[2] Vermutlich sind die Mittel zur Erzeugung eines Groove-Empfindens vom jeweiligen Musikstil abhängig: Experimentelle Studien zeigen, dass beispielsweise Schlagzeug-Rhythmen dann das stärkste Bewegungsgefühl stimulieren, wenn das Pattern ohne mikrozeitliche Schwankungen (quantisiert) dargeboten wird. Diese „Ästhetik der Exaktheit“ gilt hierbei zunächst aber nur für bestimmte Formen der Rockmusik.[3] Jedoch kann die aktuelle Befundlage zur Groove-Empfindung und mikrorhythmischer Abweichung, die auch nur der besseren Wahrnehmung einzelnen Instrumente dienen kann,[1] als gemischt angesehen werden. Eine Untersuchung von 2016 erbrachte z. B. keine Unterschiede von exaktem, "quantisiertem" Timing und bestimmter Asynchronitäten hinsichtlich der Groove-Empfindung bei zeitgenössischer Musik[4], während eine Arbeit von Benjamin Burkhart das Zusammenspiel von Mikro- und Makrotiming, im spezifischen Kontext, als relevante Groovekriterien ansieht.[5] In Musik mit afrikanischem Erbe werden die Pulse der metrischen Struktur in einem zyklisch wiederkehrenden Muster gestreckt und gedehnt. Im binären Metrum, wie beispielsweise dem 4/4-Takt, ergibt sich der sogenannte Swing oder Shuffle, der meist aus einem langen Puls auf der betonten Zählzeiten (Beat) besteht und von einem kurzen Puls auf der unbetonten Zählzeit (Offbeat) gefolgt wird (Lang-Kurz-Pattern).[6] Im ternären Metrum, wie dem 6/8-Takt, ergibt sich eine Dreiteilung der Viertelnoten (Beats) in Pulse unterschiedlicher Längen, wie beispielsweise Lang-Mittel-Kurz oder Kurz-Mittel-Lang.[7] Bei polymetrischer Musik werden häufig die binären und ternären Formen überlagert, wodurch ein zyklisches Timing-Muster der Länge von sechs Pulsen entsteht.[8]
- Ein Mitreißenkönnen oder Animieren des Publikums zu einer Interaktion (Mitwippen im Rhythmus, Klatschen, Fingerschnippen, Tanzen)[1]
- Das beim Zuhörer dann entstehende Gefühl, das durch Rhythmus, Spannung und Tempo des Musikstücks erzeugt wird (siehe Drive).
- Auch die Euphorie, die sich bei (Jazz-)Musikern einstellt, wenn das Zusammenspiel funktioniert[1]

Inspirierenden Groove findet man nicht nur in der rhythmisch akzentuierten modernen Unterhaltungsmusik, hier besonders in jenen Stilrichtungen, die ihre Wurzeln in der afro-amerikanischen Musik haben (z. B. Rhythm and Blues, Funk, Jazz, Soul, Salsa, Rock, Pop und Hip-Hop), sondern z. B. auch in der Bachschen Musik. Einige Musikbeflissene nennen das Konzept des Grooves einen subjektiven und schwer fassbaren Begriff; unter erfahrenen Musikern besteht ein gemeinsames, intuitives und praxisbasiertes Verständnis und Empfinden für den Begriff Groove.
Der Terminus entstand in der zweiten Hälfte des 20. Jahrhunderts und ist vom Bild der immer gleichbleibenden Ackerfurche abgeleitet (engl. groove = „Furche“, „Rille“, „Spur“), die dem Bauern die Marschrichtung vorgibt. Auch die Schallplattenrillen heißen im Englischen „grooves“, ebenso wie die Furchen eines Autoreifenprofils. Der „Groove“ ist beim Rhythmus das, was bei der Melodie Riff genannt wird, zieht sich aber im Gegensatz zum Riff durch das ganze Musikstück. Beides fällt unter den Oberbegriff des Ostinato (Italienisch, abgeleitet vom Lateinischen obstinatus = „hartnäckig“, „eigensinnig“) – eine sich ständig wiederholende musikalische Phrase.
Der Groove gibt ein rhythmisches, oft synkopisches Grundmuster vor, das in der Folge variiert werden kann und gegen das die übrigen Musiker anspielen. Dieses Spannungsverhältnis verleiht dem Groove einen besonderen Reiz. Ein Groove wirkt auf die Zuhörer unbewusst psychomotorisch stimulierend. Besondere Bedeutung hat der Groove daher in Stilen der Tanzmusik wie Funk oder Disco. Ein gutes Beispiel ist die Musik James Browns der frühen 1970er Jahre.
Ein bekanntes Beispiel, wie der Groove sich auch im weißen Mainstream-Pop durchsetzte, ist der Popsong „Take a Chance On Me“ von ABBA. Während Agnetha und Frida die Melodiestimmen singen, skandieren Benny und Björn den Groove „Take a chance take a chance take a chance take a chance“.
„Im Groove sein“ ist Ausdruck für Übereinstimmung im Handeln mehrerer Menschen, z. B. dem Zusammenspiel mehrerer Musiker, oder eine Bezeichnung für ein Glücksgefühl, das durch psychomotorische Stimulation wie beim Tanzen ausgelöst wird. 